# Copa Nicasio Vila 1924
La Copa Nicasio Vila 1924 fue la decimoctava edición del campeonato de primera división de la Liga Rosarina de Fútbol. 
Participaron quince equipos, y el campeón fue Belgrano,  lo que le dio el derecho de disputar la Copa Dr. Carlos Ibarguren, ante el campeón de la liga oficial de Buenos Aires, el Club Atlético Boca Juniors, donde perdió por 3 a 2.

## Tabla de posiciones final
| Pos | Equipo                  | Pts | PJ | G  | E | P  | GF | GC | Dif |
| --- | ----------------------- | --- | -- | -- | - | -- | -- | -- | --- |
| 1º  | Belgrano                | 23  | 14 | 11 | 1 | 2  | 44 | 17 | 27  |
| 2º  | Tiro Federal            | 23  | 14 | 11 | 1 | 2  | 27 | 10 | 17  |
| 3º  | Rosario Central         | 23  | 14 | 10 | 3 | 1  | 19 | 5  | 14  |
| 4º  | Central Córdoba         | 19  | 14 | 7  | 5 | 2  | 28 | 18 | 10  |
| 5º  | Rosario Puerto Belgrano | 18  | 14 | 8  | 2 | 4  | 29 | 15 | 14  |
| 6º  | Nacional                | 18  | 14 | 7  | 4 | 3  | 17 | 11 | 6   |
| 7º  | Newell's Old Boys       | 17  | 14 | 7  | 3 | 4  | 29 | 9  | 20  |
| 8º  | Calzada                 | 15  | 14 | 6  | 3 | 5  | 24 | 22 | 2   |
| 9º  | Talleres                | 12  | 14 | 5  | 2 | 7  | 14 | 25 | -11 |
| 10º | Sparta                  | 11  | 14 | 4  | 3 | 7  | 10 | 9  | 1   |
| 11º | Riberas del Paraná      | 10  | 14 | 3  | 4 | 7  | 12 | 19 | -7  |
| 12º | Alberdi New Boys        | 10  | 14 | 3  | 4 | 7  | 12 | 23 | -11 |
| 13º | Estudiantes             | 6   | 14 | 3  | 0 | 11 | 14 | 35 | -21 |
| 14º | Atlantic Sportsmen      | 3   | 14 | 1  | 1 | 12 | 14 | 35 | -21 |
| 15º | Provincial              | 2   | 14 | 0  | 2 | 12 | 8  | 36 | -28 |

|  |                                    |
|  | Jugaron una semifinal de desempate |

### Desempate
|  | Semifinales     | Semifinales     | Semifinales  |              |          | Final    | Final | Final |  |
|  |                 |                 |              |              |          |          |       |       |  |
|  |                 |                 |              |              |          |          |       |       |  |
|  | Belgrano        | Belgrano        | 1            |              |          |          |       |       |  |
|  | Belgrano        | Belgrano        | 1            |              |          |          |       |       |  |
|  | Rosario Central | Rosario Central | 0            |              |          |          |       |       |  |
|  | Rosario Central | Rosario Central | 0            |              | Belgrano | Belgrano | 1     |       |  |
|  |                 |                 |              |              | Belgrano | Belgrano | 1     |       |  |
|  |                 |                 | Tiro Federal | Tiro Federal | 0        |          |       |       |  |
|  |                 |                 | Tiro Federal | Tiro Federal | 0        |          |       |       |  |
|  |                 |                 |              |              |          |          |       |       |  |
|  |                 |                 |              |              |          |          |       |       |  |
|  |                 |                 |              |              |          |          |       |       |  |
|  |                 |                 |              |              |          |          |       |       |  |